# Pintheville
Pintheville ist eine französische Gemeinde mit 104 Einwohnern (Stand: 1. Januar 2022) im Département Meuse in der Region Grand Est (bis 2015: Lothringen). Sie gehört zum Arrondissement Verdun, zum Kanton Étain und zum Gemeindeverband Territoire de Fresnes-en-Woëvre.

## Geografie
Die Gemeinde Pintheville liegt 21 Kilometer östlich von Verdun in der Landschaft Woëvre. Umgeben wird Pintheville von den Nachbargemeinden Hennemont im Norden, Pareid im Nordosten, Maizeray im Südosten, Riaville im Süden, Fresnes-en-Woëvre im Südwesten sowie Ville-en-Woëvre im Nordwesten.

## Bevölkerungsentwicklung
| Jahr                       | 1962 | 1968 | 1975 | 1982 | 1990 | 1999 | 2006 | 2012 | 2019 |
| Einwohner                  | 59   | 50   | 58   | 61   | 55   | 90   | 70   | 102  | 110  |
| Quellen: Cassini und INSEE |      |      |      |      |      |      |      |      |      |

## Sehenswürdigkeiten
- Kirche Mariä Himmelfahrt (Église de l’Assomption-de-la-Vierge): Die erste Kirche wurde im 17. Jahrhundert während des Dreißigjährigen Krieges zerstört. 1877 wurde die zweite Kirche errichtet, im Ersten Weltkrieg ebenfalls zerstört und 1927 wieder aufgebaut.

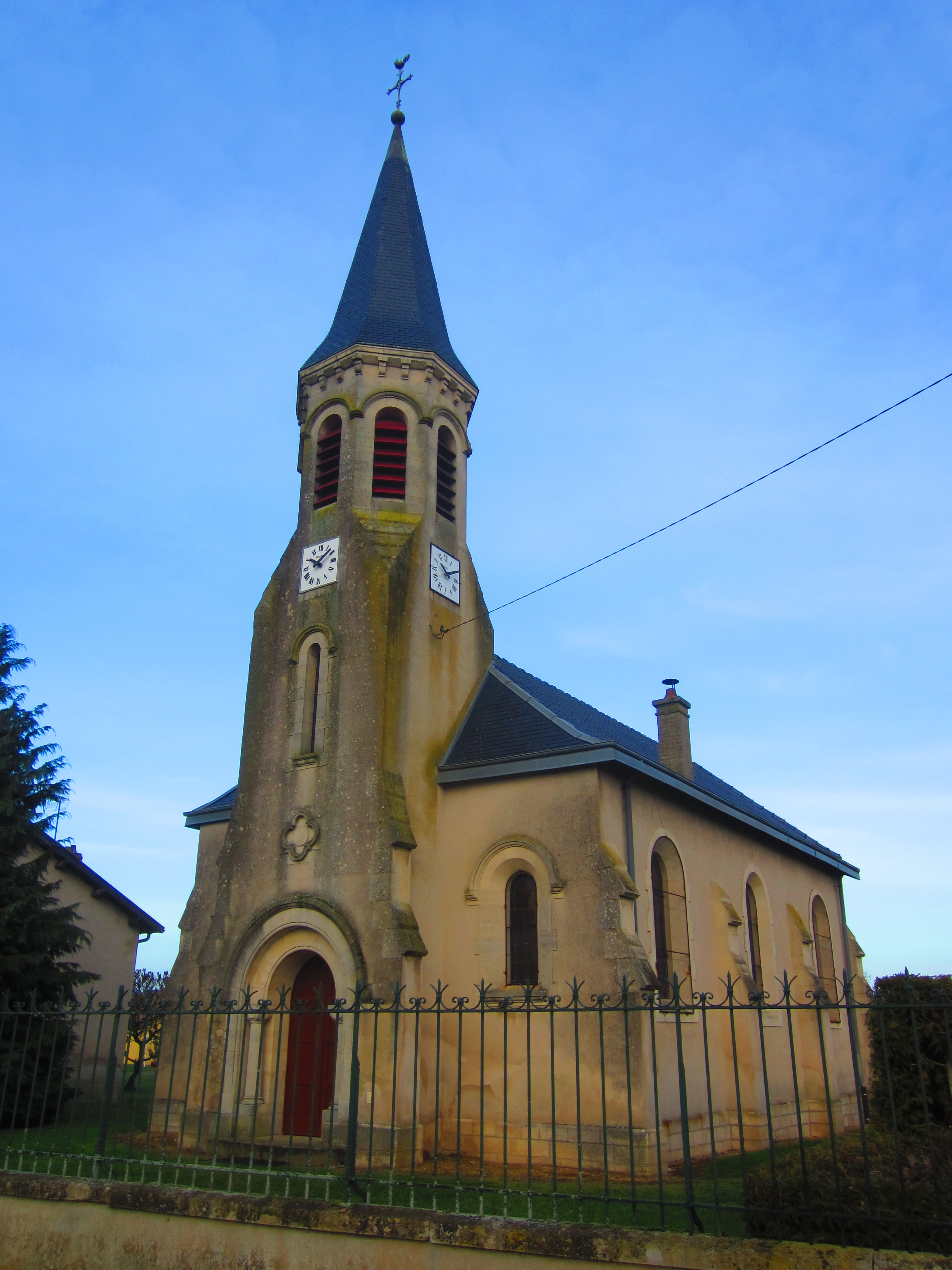
Kirche Mariä Himmelfahrt